# Nice to Meet You (Imagine Dragons)
Nice to Meet You è un singolo del gruppo musicale statunitense Imagine Dragons, pubblicato il 24 maggio 2024 come secondo estratto dal settimo album in studio Loom.

## Video musicale
Il video è stato pubblicato in concomitanza con l'uscita del singolo, diretto da Matt Eastin.

## Tracce
1. Nice to Meet You – 3:10